# Kettős stadionfutás
A kettős stadionfutás (görög betűkkel δίαυλος, azaz diaulosz, „kettős [dupla] cső”) az ókori görög olümpiai játékok versenyszáma. A 384,54 méteres táv gyakorlatilag megegyezik a mai 400 méteres síkfutással. I. e. 724-től, ötvenkét évvel az első olümpia után vezették be, ettől kezdve két versenyszámból állt volna a program, a stadionfutásból és a kettős stadionfutásból. Az újdonság azonban olyan sikeres volt, hogy már a következő alkalommal megrendezték a dolikhosz nevű hosszútávfutást is, először hét sztadion távon. Később szintén két sztadion táv volt a fegyveres futás (hoplitodromosz), bár ezt csak két évszázaddal később vezették be. A diaulosz első győztese a piszai Hüpneusz volt.
A szabályai gyakorlatilag azonosak a stadionfutással, azzal a különbséggel, hogy a 192 méteres, egyenes futópályán fordulni kellett egyet. A forduló kritikus pontja volt a versenynek. Nincs egyértelmű forrás arra, hogy mindenkinek egy fordulópontot kellett megkerülni, vagy kijelölt futósávok voltak-e, ahol mindenki a saját kijelölt pontja körül fordult.
A kettős stadionfutás egykorú ábrázolásait nehéz felismerni. Vannak, akik azt állítják, hogy a mozdulatok árulkodnak arról, hogy milyen típusú futókat festettek le. Csak egyetlen olyan vázafestmény van, amelyik biztosan kettős stadionfutást ábrázol, mivel a felirata azt mondja: „diaulosz-versenyző vagyok”.